# 铅笔测试
铅笔测试是一個非正式的測試，宣稱可以用铅笔測試女性乳房發育程度，判斷是否需要穿胸罩，曾在1971年美國報紙的專欄Ask Ann Landers中提出，2014年又在日本由成人書商法國書院重新提出，聲稱是乳房專家R·羅森伯格博士提出的，且有台灣及中國大陸等媒體轉載。

## 用途
不同年齡的女性可以用這項測試判斷是否需要穿胸罩，測試方式是讓女性不穿上衣及胸罩，女性站立時，將一隻鉛筆水平的放在乳房下皺襞內（即乳房下緣和腹部的交界處），若乳房的下緣和腹部的距離不夠近，無法支撐鉛筆的重量，則鉛筆會掉落地面，稱為「通過铅笔测试」，不需要穿胸罩。若鉛筆沒有掉落地面，表示「已正式的成為女人，享有所有伴隨的榮耀。」。其假設是若乳房下緣未貼到腹部，表示乳房還可以自我支撐，因此不需要胸罩的輔助。

## 社會影響
有時會用此測試來判斷青春期少女是否需要穿胸罩：在少女不穿胸罩時，使少女站立，將鉛筆水平的放在乳房下皺襞，若鉛筆不會掉到地上，表示需要穿胸罩，若鉛筆掉到地上，就不一定要穿胸罩。除了用鉛筆外，也可以用其他的物品測試（例如牙刷），但需要是長形且類似圓柱形的物體。
Diane Brill有提出自己的铅笔测试，但是是用铅笔來測試乳溝，在書籍《Boobs, Boys and High Heels, or How to Get Dressed in Just Under Six Hours》中，她建議在穿緊身胸衣或是魔术胸罩時，在乳溝中放置一隻鉛筆，若鉛筆不會掉落，表示乳溝的效果非常好。

## 測試乳房下垂
有些女性用铅笔测试來測試乳房是否有乳房下垂，但乳房一定程度的下垂是自然且正常的。乳房下垂部份是和遺傳因素有關，例如皮膚的彈性及乳房密度等，這些會影響乳房中密度較低的脂肪及密度較高的乳腺的比例。有時是乳房下垂是因為腺體組織的老化所造成。一般大眾和醫學社群對於乳房下垂有不同的定義：整形醫師判斷乳房下垂的程度時，是用乳頭和乳房下皺襞的相對位置來決定，乳頭要在乳房下皺襞以下時才會被整形醫師視為是乳房下垂，最嚴重的程度，乳頭在乳房下皺襞下方，且乳頭向下。
穿戴胸罩無法預防乳房下垂，許多女性認為既然乳房無法支撐本身的重量，穿戴胸罩可能可以使乳房的下垂延後，這是不正確的。研究者、胸罩製造商以及健康專業人士還找不到證據，可以支持穿戴胸罩可以減緩乳房下垂此一論點。胸罩製造商謹慎的宣稱胸罩只會影響穿戴胸罩時的乳房形狀。

## 流行文化
德克薩斯州大學奧斯汀分校的學生議會在1975年提出着装守则，要求女性若在铅笔测试後，若鉛筆被乳房夾住，沒有掉落地面，必須穿戴胸罩。此議案遭到一名女性議員的冗長辯論抵制，最後該女學生被逐出議場，議案以11-9通過。
2014年日本成人書商提出铅笔测试後，也引起許多關注。有NMB48成員說：「若是這様的話，我應該一輩子都不用穿胸罩了。」台灣也有網路話題人物示範用乳房下緣夾住鉛笔，受到網友熱烈討論。